# Brachythecium oedipodium
Brachythecium oedipodium är en bladmossart som beskrevs av Georg Friedrich von Jaeger 1878. Brachythecium oedipodium ingår i släktet gräsmossor, och familjen Brachytheciaceae. Inga underarter finns listade i Catalogue of Life.